# Saison 2011-2012 du Queens Park Rangers FC
Maillots
Chronologie
Saison précédente Saison suivante
La saison 2011-2012 des Queens Park Rangers Football Club est la 123e saison professionnelle du club et la 5e en Premier League. Pour la première fois depuis 15 ans, QPR participe à la Premier League à la suite de son titre en Championship lors de la saison 2010-2011.

## Effectif

### Joueurs prêtés
- Matthew Connolly (prêté à Reading)
- Peter Ramage (prêté à Birmingham City)
- Patrick Agyemang (prêté à Stevenage)

## Transferts

### Mercato d'été
| Type     | Date            | Prix           | Joueur             | Ancien/Nouveau club     |
| Arrivées | 13 juillet 2011 | Gratuit        | Jay Bothroyd       | Cardiff City (D2)       |
| Arrivées | 13 juillet 2011 | Gratuit        | Kieron Dyer        | West Ham United (D2)    |
| Arrivées | 25 juillet 2011 | Gratuit        | Daniel Gabbidon    | West Ham United (D2)    |
| Arrivées | 4 août 2011     | Non communiqué | D.J. Campbell      | Blackpool (D2)          |
| Arrivées | 10 août 2011    | Gratuit        | Brian Murphy       | Ipswich Town (D2)       |
| Arrivées | 11 août 2011    | Gratuit        | Bruno Perone       | Tombense                |
| Départs  | 1er juin 2011   | Non communiqué | Mikele Leigertwood | Reading (D2)            |
| Départs  | 1er juin 2011   | Fin de contrat | Gavin Mahon        | -                       |
| Départs  | 1er juin 2011   | Fin de contrat | Georgios Tofas     | Anagennisi (D1)         |
| Départs  | 1er juin 2011   | Fin de contrat | Josh Parker        | Oldham Athletic (D3)    |
| Départs  | 1er juin 2011   | Fin de contrat | Lee Brown          | Bristol Rovers (D4)     |
| Départs  | 1er juin 2011   | Fin de contrat | Joe Oastler        | Torquay United (D4)     |
| Départs  | 1er juin 2011   | Fin de contrat | Elliot Cox         | -                       |
| Départs  | 1er juin 2011   | Fin de contrat | Romone Rose        | -                       |
| Départs  | 1er juin 2011   | Fin de contrat | Pascal Chimbonda   | -                       |
| Départs  | 21 juillet 2011 | Prêt           | Max Ehmer          | Yeovil Town (D3)        |
| Départs  | 1er août 2011   | Prêt           | Angelo Balanta     | Milton Keynes Dons (D3) |
| Départs  | 5 août 2011     | Prêt           | Peter Ramage       | Crystal Palace (D2)     |

### Mercato d'hiver
| Type           | Date            | Joueur             | Ancien/Nouveau club |
| Arrivées       | 26 janvier 2012 | Nedum Onuoha       | Manchester City     |
| Arrivées       | 31 janvier 2012 | Djibril Cissé      | Lazio Rome          |
| Arrivées       | 31 janvier 2012 | Bobby Zamora       | Fulham FC           |
| Prêts          | 2 janvier 2012  | Federico Macheda   | Manchester United   |
| Prêts          | 24 janvier 2012 | Taye Taiwo         | AC Milan            |
| Prêts          | 29 janvier 2012 | Samba Diakité      | AS Nancy-Lorraine   |
| Départs        | 31 janvier 2012 | Petter Vaagan Moen | -                   |
| Départs        | 31 janvier 2012 | Martin Rowlands    | Colchester United   |
| Départs        | 31 janvier 2012 | Bradley Orr        | Blackburn Rovers    |
| Prêts          | 31 janvier 2012 | Matthew Connolly   | Reading FC          |
| Prêts          | 29 février 2012 | Peter Ramage       | Birmingham City     |
| Prêts          | 8 mars 2012     | Patrick Agyemang   | Stevenage           |
| Prêts          | 19 mars 2012    | Lee Cook           | Charlton Athletic   |
| Retour de prêt | 28 mars 2012    | Federico Macheda   | Manchester United   |

## Matchs
Source : qpr.co.uk

## Classements

### Premier League
Les Queens Park Rangers terminent le championnat à la dix-septième place avec 10 victoires, 7 matchs nuls et 21 défaites. Une victoire rapportant trois points et un match nul un point, Queens Park Rangers totalise 37 points.
Extrait du classement de Premier League 2011-2012
| Rang                                 | Équipe              | Pts | J  | G  | N  | P  | Bp | Bc | Diff |
| ------------------------------------ | ------------------- | --- | -- | -- | -- | -- | -- | -- | ---- |
| 14                                   | Stoke City          | 45  | 38 | 11 | 12 | 15 | 36 | 53 | -17  |
| 15                                   | Wigan Athletic      | 43  | 38 | 11 | 10 | 17 | 42 | 62 | -20  |
| 16                                   | Aston Villa         | 38  | 38 | 7  | 17 | 14 | 37 | 53 | -16  |
| 17                                   | Queens Park Rangers | 37  | 38 | 10 | 7  | 21 | 43 | 66 | -23  |
| 18                                   | Bolton Wanderers    | 36  | 38 | 10 | 6  | 22 | 46 | 77 | -31  |
| 19                                   | Blackburn Rovers    | 31  | 38 | 8  | 7  | 23 | 48 | 78 | -30  |
| 20                                   | Wolverhampton       | 25  | 38 | 5  | 10 | 23 | 40 | 82 | -42  |
| Relégation en Championship 2012-2013 |                     |     |    |    |    |    |    |    |      |